# Coatlichan
Coatlichan (del náhuatl: Koatlichan ‘El hogar de la serpiente’‘koatl, serpiente; i-, su; chantli, hogar’) fue un altépetl (ciudad-estado en náhuatl) que tuvo momentos de gran importancia. También lo encontramos escrito como Cohuatlichan, Cohuatlinchan o, en su forma castellanizada, Coatlinchán; esta última es una pronunciación errónea, ya que el acento recae sobre la penúltima sílaba. No debe confundirse con Cuauhtinchan, en el área poblana.
Desde finales del periodo clásico formó parte de la dinámica política del Valle de México, siendo de las sedes que controlaban la región. Era parte medular de la zona ya que fue la capital del Acolhuacan durante 225 años, llegó a tener relación estrecha con los señoríos de Colhuacan, de Huexotla y la casa señorial de Tetzcoco.
Después de la conquista española en 1521, se incorporó gradualmente al sistema virreinal, manteniendo parte de su nobleza por largo tiempo.

## Primeras menciones
Según el historiador chalca Domingo Chimalpahin, desde el siglo IX surgieron las primeras confederaciones tripartitas, que los nahuas del siglo XVI llamaban Excan Tlahtoloyan (Triple Alianzas), la más antigua fue constituida por Tollan, Colhuacan y Otompan en 856, teniendo una vigencia de 191 años. En el año de 1047 la situación política cambia y genera la formación de una nueva alianza, en la cual ya entra como protagonista Coatlichan, junto con Colhuacan y Azcapotzalco, situación que se mantiene hasta 1272, cuando la misma Coatlichan es desplazada por Tetzcoco.

## Genealogía delAltépetl
Varias crónicas hablan del origen de la última dinastía gobernante en Coatlichan. Aunque con ligeros cambios, pero es posible contemplar cierta coherencia.
Los Anales de Tlatelolco señalan que el fundador de la casa señorial fue Tzontecomatl, cuya mujer se llamaba Tzompachtli y su hijo heredero y sucesor fue llamado Tlacoxin Tzontecomatl.
Mientras la obra de Alva Ixtlilxochitl concuerda en colocar a Tzontecomatl como primer tlahtoani, por su parte Chimalpahin dice que el creador del linaje fue Itzmitl Tlacoxinqui, el cual resulta ser el mismo hijo de Tzontecomatl. Chimalpahin únicamente vuelve al asunto de la genealogía de Coatlichan al hablar de su conexión con los señores de Tetzcoco y para mencionar, en apariencia, a los últimos tres tlahtohqueh (gobernantes) antes de la llegada de los castellanos. 
Quien parece mostrar una lista más en forma y ordenada, es Alva Ixtlilxochitl, quien nombra ocho señores:
- Tzontecomatl
- Tlacotzin[5]
- (Huetzin)
- Acolmiztli
- Mazocomatzin
- Opanteuctli
- Tlalnahuacatl
- Motoliniatzin

### Huetzin

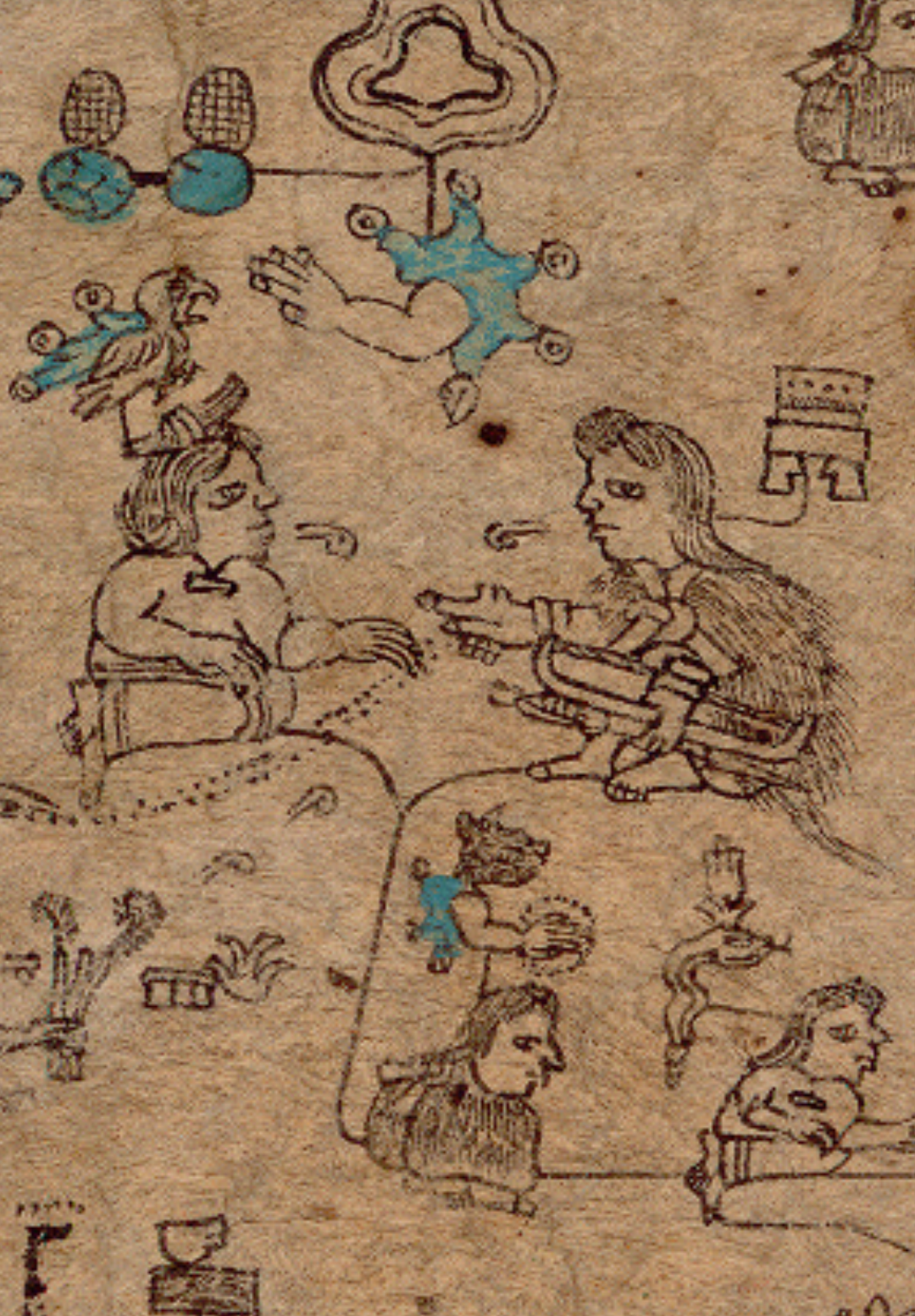
El matrimonio Huetzin-Atotoztli con parte de su descendencia debajo de ellos.

De esta lista Huetzin es un caso especial, ya que según el relato principal de Ixtlilxochitl, era en realidad tlahtoani de Tepetlaoztoc, aunque, siguiendo toda la historia, resulta un personaje importante que aparece en momentos claves del devenir de Coatlichan. En Chimalpahin se específica que Xolotl y Nopaltzin lo ayudan a instalarse en Colhuacan en 1130, a pesar de no ser originario de ahí, aclarando que su madre, Coatetl, sí era colhuacana, pero casada con Itzmitl (que es el mismo Tlacotzin), concordando parcialmente la historia.
Aunque en apariencia, su participación parece acontecer en los primeros tiempos (según se acaba de ver en Chimalpahin y las menciones de Xolotl), sus conexiones genealógicas lo colocan a finales del siglo XIII. Además la misma información del Códice Xolotl y de Alva Ixtlilxochitl lo muestran como un participante importante en la Guerra de 1272.

#### Árbol genealógico de Ixtlilxochitl
Para una mayor claridad se puede analizar el árbol genealógico que presenta Ixtlilxochitl de la Casa Real de Coatlichan, el cual es sumamente complejo, ya que de hecho presenta muchas manipulaciones y ciertas inconsistencias.

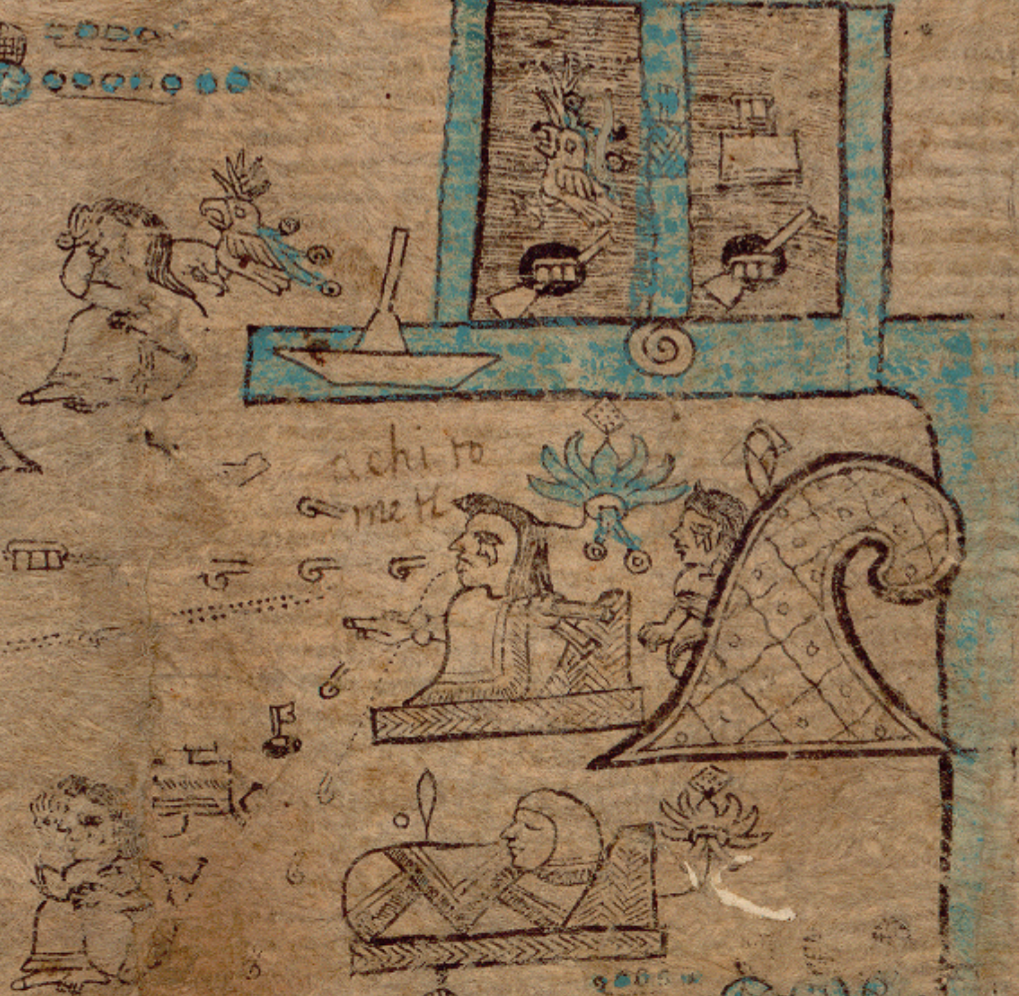
Fragmento de la lámina 3 del Códice Xolotl dónde vemos a Achitometl con sus hijas.

 Para empezar baja de nivel a Tlacozin al ponerlo como esposo de Malinalxochitl, con lo que desplaza toda su descendencia una generación abajo, cuando en realidad, siguiendo el orden, estaba casado con Cuatetzin. Su conexión con la nobleza de Colhuacan es sumamente relevante, por ambas partes, al parecer ambas líneas se beneficiaban de declarar esta relación, aunque inconsistente la aparición de Achitometl, que no se corresponde temporalmente con ninguno de los gobernantes registrados, en todo caso, sería un noble homónimo. Lo notable es que, según Ixtlilxochitl, por medio de Achitometl se conectaban todos los linajes: colhuas, Coatlinchan, tenochcas, tepanecas, tlatelocas y tetzcocas. 

ÁRBOL GENEALÓGICO DE COATLICHAN
Con "negritas" y en caja de color verde se resaltan los miembros de la dinastía. Los que tienen enlaces internos y fechas son los tlahtohqueh de Tetzcoco. 
| ♀Cuatetzin             | ♀Cuatetzin             | ♀Cuatetzin             | ♀Cuatetzin             | ♀Cuatetzin             | ♀Cuatetzin             |               |               | Tzontecomatl (Coatlichan) | Tzontecomatl (Coatlichan) | Tzontecomatl (Coatlichan) | Tzontecomatl (Coatlichan) | Tzontecomatl (Coatlichan) | Tzontecomatl (Coatlichan) |                 |                 |                 |                 |  |  |          |          |          |          |          |          |  |  | ♀Pachxochitzin    | ♀Pachxochitzin    | ♀Pachxochitzin    | ♀Pachxochitzin    | ♀Pachxochitzin    | ♀Pachxochitzin    |  |  | Tlotzin 1107-1141   | Tlotzin 1107-1141   | Tlotzin 1107-1141   | Tlotzin 1107-1141   | Tlotzin 1107-1141   | Tlotzin 1107-1141   |              |              |                          |                          |                          |                          |                          |                          |            |            |                       |                       |                       |                       |                       |                       |       |       |             |             |             |             |             |             |  |  |                          |                          |                          |                          |                          |                          |  |  |  |  |  |  |  |  |  |  |
| ♀Cuatetzin             | ♀Cuatetzin             | ♀Cuatetzin             | ♀Cuatetzin             | ♀Cuatetzin             | ♀Cuatetzin             |               |               | Tzontecomatl (Coatlichan) | Tzontecomatl (Coatlichan) | Tzontecomatl (Coatlichan) | Tzontecomatl (Coatlichan) | Tzontecomatl (Coatlichan) | Tzontecomatl (Coatlichan) |                 |                 |                 |                 |  |  |          |          |          |          |          |          |  |  | ♀Pachxochitzin    | ♀Pachxochitzin    | ♀Pachxochitzin    | ♀Pachxochitzin    | ♀Pachxochitzin    | ♀Pachxochitzin    |  |  | Tlotzin 1107-1141   | Tlotzin 1107-1141   | Tlotzin 1107-1141   | Tlotzin 1107-1141   | Tlotzin 1107-1141   | Tlotzin 1107-1141   |              |              |                          |                          |                          |                          |                          |                          |            |            |                       |                       |                       |                       |                       |                       |       |       |             |             |             |             |             |             |  |  |                          |                          |                          |                          |                          |                          |  |  |  |  |  |  |  |  |  |  |
|                        |                        |                        |                        |                        |                        |               |               |                           |                           |                           |                           |                           |                           |                 |                 |                 |                 |  |  |          |          |          |          |          |          |  |  |                   |                   |                   |                   |                   |                   |  |  |                     |                     |                     |                     |                     |                     |              |              |                          |                          |                          |                          |                          |                          |            |            |                       |                       |                       |                       |                       |                       |       |       |             |             |             |             |             |             |  |  |                          |                          |                          |                          |                          |                          |  |  |  |  |  |  |  |  |  |  |
|                        |                        |                        |                        |                        |                        |               |               |                           |                           |                           |                           |                           |                           |                 |                 |                 |                 |  |  |          |          |          |          |          |          |  |  |                   |                   |                   |                   |                   |                   |  |  |                     |                     |                     |                     |                     |                     |              |              |                          |                          |                          |                          |                          |                          |            |            |                       |                       |                       |                       |                       |                       |       |       |             |             |             |             |             |             |  |  |                          |                          |                          |                          |                          |                          |  |  |  |  |  |  |  |  |  |  |
|                        |                        |                        |                        | Tlacotzin              | Tlacotzin              | Tlacotzin     | Tlacotzin     | Tlacotzin                 | Tlacotzin                 |                           |                           | ♀Malinalxochitl           | ♀Malinalxochitl           | ♀Malinalxochitl | ♀Malinalxochitl | ♀Malinalxochitl | ♀Malinalxochitl |  |  | ♀        | ♀        | ♀        | ♀        | ♀        | ♀        |  |  | Nopaltzin         | Nopaltzin         | Nopaltzin         | Nopaltzin         | Nopaltzin         | Nopaltzin         |  |  | Quinatzin 1141-1253 | Quinatzin 1141-1253 | Quinatzin 1141-1253 | Quinatzin 1141-1253 | Quinatzin 1141-1253 | Quinatzin 1141-1253 |              |              | Xiuhquetzal (Tlaxcallan) | Xiuhquetzal (Tlaxcallan) | Xiuhquetzal (Tlaxcallan) | Xiuhquetzal (Tlaxcallan) | Xiuhquetzal (Tlaxcallan) | Xiuhquetzal (Tlaxcallan) |            |            | Tochin (Huexotzinco?) | Tochin (Huexotzinco?) | Tochin (Huexotzinco?) | Tochin (Huexotzinco?) | Tochin (Huexotzinco?) | Tochin (Huexotzinco?) |       |       | ♀Tomiyauh   | ♀Tomiyauh   | ♀Tomiyauh   | ♀Tomiyauh   | ♀Tomiyauh   | ♀Tomiyauh   |  |  |                          |                          |                          |                          |                          |                          |  |  |  |  |  |  |  |  |  |  |
|                        |                        |                        |                        | Tlacotzin              | Tlacotzin              | Tlacotzin     | Tlacotzin     | Tlacotzin                 | Tlacotzin                 |                           |                           | ♀Malinalxochitl           | ♀Malinalxochitl           | ♀Malinalxochitl | ♀Malinalxochitl | ♀Malinalxochitl | ♀Malinalxochitl |  |  | ♀        | ♀        | ♀        | ♀        | ♀        | ♀        |  |  | Nopaltzin         | Nopaltzin         | Nopaltzin         | Nopaltzin         | Nopaltzin         | Nopaltzin         |  |  | Quinatzin 1141-1253 | Quinatzin 1141-1253 | Quinatzin 1141-1253 | Quinatzin 1141-1253 | Quinatzin 1141-1253 | Quinatzin 1141-1253 |              |              | Xiuhquetzal (Tlaxcallan) | Xiuhquetzal (Tlaxcallan) | Xiuhquetzal (Tlaxcallan) | Xiuhquetzal (Tlaxcallan) | Xiuhquetzal (Tlaxcallan) | Xiuhquetzal (Tlaxcallan) |            |            | Tochin (Huexotzinco?) | Tochin (Huexotzinco?) | Tochin (Huexotzinco?) | Tochin (Huexotzinco?) | Tochin (Huexotzinco?) | Tochin (Huexotzinco?) |       |       | ♀Tomiyauh   | ♀Tomiyauh   | ♀Tomiyauh   | ♀Tomiyauh   | ♀Tomiyauh   | ♀Tomiyauh   |  |  |                          |                          |                          |                          |                          |                          |  |  |  |  |  |  |  |  |  |  |
|                        |                        |                        |                        |                        |                        |               |               |                           |                           |                           |                           |                           |                           |                 |                 |                 |                 |  |  |          |          |          |          |          |          |  |  |                   |                   |                   |                   |                   |                   |  |  |                     |                     |                     |                     |                     |                     |              |              |                          |                          |                          |                          |                          |                          |            |            |                       |                       |                       |                       |                       |                       |       |       |             |             |             |             |             |             |  |  |                          |                          |                          |                          |                          |                          |  |  |  |  |  |  |  |  |  |  |
|                        |                        |                        |                        |                        |                        |               |               |                           |                           |                           |                           |                           |                           |                 |                 |                 |                 |  |  |          |          |          |          |          |          |  |  |                   |                   |                   |                   |                   |                   |  |  |                     |                     |                     |                     |                     |                     |              |              |                          |                          |                          |                          |                          |                          |            |            |                       |                       |                       |                       |                       |                       |       |       |             |             |             |             |             |             |  |  |                          |                          |                          |                          |                          |                          |  |  |  |  |  |  |  |  |  |  |
| ♀Atototzin (Colhuacan) | ♀Atototzin (Colhuacan) | ♀Atototzin (Colhuacan) | ♀Atototzin (Colhuacan) | ♀Atototzin (Colhuacan) | ♀Atototzin (Colhuacan) |               |               | Huetzin                   | Huetzin                   | Huetzin                   | Huetzin                   | Huetzin                   | Huetzin                   |                 |                 |                 |                 |  |  |          |          |          |          |          |          |  |  |                   |                   |                   |                   |                   |                   |  |  |                     |                     |                     |                     | Matzicoltzin        | Matzicoltzin        | Matzicoltzin | Matzicoltzin | Matzicoltzin             | Matzicoltzin             |                          |                          | Quiauhtzin               | Quiauhtzin               | Quiauhtzin | Quiauhtzin | Quiauhtzin            | Quiauhtzin            |                       |                       | Yaotl                 | Yaotl                 | Yaotl | Yaotl | Yaotl       | Yaotl       |             |             |             |             |  |  |                          |                          |                          |                          |                          |                          |  |  |  |  |  |  |  |  |  |  |
| ♀Atototzin (Colhuacan) | ♀Atototzin (Colhuacan) | ♀Atototzin (Colhuacan) | ♀Atototzin (Colhuacan) | ♀Atototzin (Colhuacan) | ♀Atototzin (Colhuacan) |               |               | Huetzin                   | Huetzin                   | Huetzin                   | Huetzin                   | Huetzin                   | Huetzin                   |                 |                 |                 |                 |  |  |          |          |          |          |          |          |  |  |                   |                   |                   |                   |                   |                   |  |  |                     |                     |                     |                     | Matzicoltzin        | Matzicoltzin        | Matzicoltzin | Matzicoltzin | Matzicoltzin             | Matzicoltzin             |                          |                          | Quiauhtzin               | Quiauhtzin               | Quiauhtzin | Quiauhtzin | Quiauhtzin            | Quiauhtzin            |                       |                       | Yaotl                 | Yaotl                 | Yaotl | Yaotl | Yaotl       | Yaotl       |             |             |             |             |  |  |                          |                          |                          |                          |                          |                          |  |  |  |  |  |  |  |  |  |  |
|                        |                        |                        |                        |                        |                        |               |               |                           |                           |                           |                           |                           |                           |                 |                 |                 |                 |  |  |          |          |          |          |          |          |  |  |                   |                   |                   |                   |                   |                   |  |  |                     |                     |                     |                     |                     |                     |              |              |                          |                          |                          |                          |                          |                          |            |            |                       |                       |                       |                       |                       |                       |       |       |             |             |             |             |             |             |  |  |                          |                          |                          |                          |                          |                          |  |  |  |  |  |  |  |  |  |  |
|                        |                        |                        |                        |                        |                        |               |               |                           |                           |                           |                           |                           |                           |                 |                 |                 |                 |  |  |          |          |          |          |          |          |  |  |                   |                   |                   |                   |                   |                   |  |  |                     |                     |                     |                     |                     |                     |              |              |                          |                          |                          |                          |                          |                          |            |            |                       |                       |                       |                       |                       |                       |       |       |             |             |             |             |             |             |  |  |                          |                          |                          |                          |                          |                          |  |  |  |  |  |  |  |  |  |  |
|                        |                        |                        |                        | Chicomacatzin          | Chicomacatzin          | Chicomacatzin | Chicomacatzin | Chicomacatzin             | Chicomacatzin             |                           |                           | ♀Coxxochitzin             | ♀Coxxochitzin             | ♀Coxxochitzin   | ♀Coxxochitzin   | ♀Coxxochitzin   | ♀Coxxochitzin   |  |  | Coazanac | Coazanac | Coazanac | Coazanac | Coazanac | Coazanac |  |  | Quecholtecpantzin | Quecholtecpantzin | Quecholtecpantzin | Quecholtecpantzin | Quecholtecpantzin | Quecholtecpantzin |  |  | Tlatonal            | Tlatonal            | Tlatonal            | Tlatonal            | Tlatonal            | Tlatonal            |              |              | Memexoltzin              | Memexoltzin              | Memexoltzin              | Memexoltzin              | Memexoltzin              | Memexoltzin              |            |            | Acolmiztli            | Acolmiztli            | Acolmiztli            | Acolmiztli            | Acolmiztli            | Acolmiztli            |       |       | ♀Nenetzin   | ♀Nenetzin   | ♀Nenetzin   | ♀Nenetzin   | ♀Nenetzin   | ♀Nenetzin   |  |  | ♀Cuauhcihuatzin          | ♀Cuauhcihuatzin          | ♀Cuauhcihuatzin          | ♀Cuauhcihuatzin          | ♀Cuauhcihuatzin          | ♀Cuauhcihuatzin          |  |  |  |  |  |  |  |  |  |  |
|                        |                        |                        |                        | Chicomacatzin          | Chicomacatzin          | Chicomacatzin | Chicomacatzin | Chicomacatzin             | Chicomacatzin             |                           |                           | ♀Coxxochitzin             | ♀Coxxochitzin             | ♀Coxxochitzin   | ♀Coxxochitzin   | ♀Coxxochitzin   | ♀Coxxochitzin   |  |  | Coazanac | Coazanac | Coazanac | Coazanac | Coazanac | Coazanac |  |  | Quecholtecpantzin | Quecholtecpantzin | Quecholtecpantzin | Quecholtecpantzin | Quecholtecpantzin | Quecholtecpantzin |  |  | Tlatonal            | Tlatonal            | Tlatonal            | Tlatonal            | Tlatonal            | Tlatonal            |              |              | Memexoltzin              | Memexoltzin              | Memexoltzin              | Memexoltzin              | Memexoltzin              | Memexoltzin              |            |            | Acolmiztli            | Acolmiztli            | Acolmiztli            | Acolmiztli            | Acolmiztli            | Acolmiztli            |       |       | ♀Nenetzin   | ♀Nenetzin   | ♀Nenetzin   | ♀Nenetzin   | ♀Nenetzin   | ♀Nenetzin   |  |  | ♀Cuauhcihuatzin          | ♀Cuauhcihuatzin          | ♀Cuauhcihuatzin          | ♀Cuauhcihuatzin          | ♀Cuauhcihuatzin          | ♀Cuauhcihuatzin          |  |  |  |  |  |  |  |  |  |  |
|                        |                        |                        |                        |                        |                        |               |               |                           |                           |                           |                           |                           |                           |                 |                 |                 |                 |  |  |          |          |          |          |          |          |  |  |                   |                   |                   |                   |                   |                   |  |  |                     |                     |                     |                     |                     |                     |              |              |                          |                          |                          |                          |                          |                          |            |            |                       |                       |                       |                       |                       |                       |       |       |             |             |             |             |             |             |  |  |                          |                          |                          |                          |                          |                          |  |  |  |  |  |  |  |  |  |  |
|                        |                        |                        |                        |                        |                        |               |               |                           |                           |                           |                           |                           |                           |                 |                 |                 |                 |  |  |          |          |          |          |          |          |  |  |                   |                   |                   |                   |                   |                   |  |  |                     |                     |                     |                     |                     |                     |              |              |                          |                          |                          |                          |                          |                          |            |            |                       |                       |                       |                       |                       |                       |       |       |             |             |             |             |             |             |  |  |                          |                          |                          |                          |                          |                          |  |  |  |  |  |  |  |  |  |  |
|                        |                        |                        |                        |                        |                        |               |               |                           |                           |                           |                           |                           |                           |                 |                 |                 |                 |  |  |          |          |          |          |          |          |  |  |                   |                   |                   |                   |                   |                   |  |  | Coxcox (Colhuacan)  | Coxcox (Colhuacan)  | Coxcox (Colhuacan)  | Coxcox (Colhuacan)  | Coxcox (Colhuacan)  | Coxcox (Colhuacan)  |              |              | Huitzilihuitl            | Huitzilihuitl            | Huitzilihuitl            | Huitzilihuitl            | Huitzilihuitl            | Huitzilihuitl            |            |            | Mozocomatzin          | Mozocomatzin          | Mozocomatzin          | Mozocomatzin          | Mozocomatzin          | Mozocomatzin          |       |       | ♀Tozquetzin | ♀Tozquetzin | ♀Tozquetzin | ♀Tozquetzin | ♀Tozquetzin | ♀Tozquetzin |  |  | Techotlalatzin 1253-1357 | Techotlalatzin 1253-1357 | Techotlalatzin 1253-1357 | Techotlalatzin 1253-1357 | Techotlalatzin 1253-1357 | Techotlalatzin 1253-1357 |  |  |  |  |  |  |  |  |  |  |
|                        |                        |                        |                        |                        |                        |               |               |                           |                           |                           |                           |                           |                           |                 |                 |                 |                 |  |  |          |          |          |          |          |          |  |  |                   |                   |                   |                   |                   |                   |  |  | Coxcox (Colhuacan)  | Coxcox (Colhuacan)  | Coxcox (Colhuacan)  | Coxcox (Colhuacan)  | Coxcox (Colhuacan)  | Coxcox (Colhuacan)  |              |              | Huitzilihuitl            | Huitzilihuitl            | Huitzilihuitl            | Huitzilihuitl            | Huitzilihuitl            | Huitzilihuitl            |            |            | Mozocomatzin          | Mozocomatzin          | Mozocomatzin          | Mozocomatzin          | Mozocomatzin          | Mozocomatzin          |       |       | ♀Tozquetzin | ♀Tozquetzin | ♀Tozquetzin | ♀Tozquetzin | ♀Tozquetzin | ♀Tozquetzin |  |  | Techotlalatzin 1253-1357 | Techotlalatzin 1253-1357 | Techotlalatzin 1253-1357 | Techotlalatzin 1253-1357 | Techotlalatzin 1253-1357 | Techotlalatzin 1253-1357 |  |  |  |  |  |  |  |  |  |  |

|                             |                             |                             |                             |                             |                             |  |  |             |             |             |             | Achitometl (1º señor de Colhuacan) |             |  |  |            |            |            |            |            |            |  |  |         |         |         |         |         |         |  |  |  |  |  |  |  |  |  |  |  |  |  |  |  |  |  |  |  |  |  |  |  |  |  |  |  |  |  |  |  |  |  |  |  |  |  |  |  |  |
|                             |                             |                             |                             |                             |                             |  |  |             |             |             |             |                                    |             |  |  |            |            |            |            |            |            |  |  |         |         |         |         |         |         |  |  |  |  |  |  |  |  |  |  |  |  |  |  |  |  |  |  |  |  |  |  |  |  |  |  |  |  |  |  |  |  |  |  |  |  |  |  |  |  |
|                             |                             |                             |                             |                             |                             |  |  |             |             |             |             |                                    |             |  |  |            |            |            |            |            |            |  |  |         |         |         |         |         |         |  |  |  |  |  |  |  |  |  |  |  |  |  |  |  |  |  |  |  |  |  |  |  |  |  |  |  |  |  |  |  |  |  |  |  |  |  |  |  |  |
| Acamapichtli (Tenochtitlan) | Acamapichtli (Tenochtitlan) | Acamapichtli (Tenochtitlan) | Acamapichtli (Tenochtitlan) | Acamapichtli (Tenochtitlan) | Acamapichtli (Tenochtitlan) |  |  | ♀Ilancueitl | ♀Ilancueitl | ♀Ilancueitl | ♀Ilancueitl | ♀Ilancueitl                        | ♀Ilancueitl |  |  | ♀Atototzin | ♀Atototzin | ♀Atototzin | ♀Atototzin | ♀Atototzin | ♀Atototzin |  |  | Huetzin | Huetzin | Huetzin | Huetzin | Huetzin | Huetzin |  |  |  |  |  |  |  |  |  |  |  |  |  |  |  |  |  |  |  |  |  |  |  |  |  |  |  |  |  |  |  |  |  |  |  |  |  |  |  |  |
| Acamapichtli (Tenochtitlan) | Acamapichtli (Tenochtitlan) | Acamapichtli (Tenochtitlan) | Acamapichtli (Tenochtitlan) | Acamapichtli (Tenochtitlan) | Acamapichtli (Tenochtitlan) |  |  | ♀Ilancueitl | ♀Ilancueitl | ♀Ilancueitl | ♀Ilancueitl | ♀Ilancueitl                        | ♀Ilancueitl |  |  | ♀Atototzin | ♀Atototzin | ♀Atototzin | ♀Atototzin | ♀Atototzin | ♀Atototzin |  |  | Huetzin | Huetzin | Huetzin | Huetzin | Huetzin | Huetzin |  |  |  |  |  |  |  |  |  |  |  |  |  |  |  |  |  |  |  |  |  |  |  |  |  |  |  |  |  |  |  |  |  |  |  |  |  |  |  |  |

Es necesario resaltar algunas de las inconsistencias. En primer lugar, siguiendo la línea de descendencia de Huetzin, resulta que Techotlalatzin es "bisnieto" de Quinatzin, cuando en realidad es su hijo, esto confirma que la línea de Huetzin se tiene que subir.
Segundo, Acamapichtli y Coxcox tampoco se corresponden cronológicamente, este Acamapichtli sería más bien el Huehue Acamapichtli, tlahtoani de Colhuacan, no de Tenochtitlan.[cita requerida] Coxcox es también un gobernante de Colhuacan de suma importancia que, sin embargo, se manipula su posición en las dinastías.
Tercero, las fechas de los señores de Tetzcoco corresponden a las dadas por Ixtlilxochitl, las cuales están alteradas por el mismo autor para darle mayor profundidad histórica y, de esta manera, colocarlos por arriba de los otros linajes.
Cuarto, aunque dice que "Tochin" es señor de Huexotzinco, es un error, toda la información indica que se trata de "Tochinteuctli" de Huexotla.

### Acolmiztli
Acolmiztli, también juega un papel relevante en la historia antigua, ya que es el padre de Tozquetzin, esposa de Techotlalatzin y será el abuelo materno de Huehue Ixtlilxochitl, también llamado Ixtlilxochitl I. Para comprender la temporalidad, en este caso, es necesario ver la referencia de Chimalpahin que contextualiza claramente que Techotlalatzin tenía 29 años cuando nace su hijo en 1351, por lo tanto, la vida de Acolmiztli se desarrolló alrededor de 1323, fecha de nacimiento de Techotlalatzin y por lo tanto, muy cercana al nacimiento de su hija.
Ideológicamente Coatlichan y Acolmiztli son elementos fundacionales para la Casa Real de Tenochtitlan, se fusionan con el simbolismo de Colhuacan como heredera de la tradición tolteca, otorgando a los mexicas la legitimidad de su gobierno supremo. Una de las tradiciones más difundidas establece que el primer tlahtoani de Tenochtitlan, Acamapichtli, era hijo de Ilancueitl o su hermana, Atotoztli; y que él futuro señor de Mexihco se había criado en Coatlichan. Cuando los mexicas decidieron que fuera el quién los gobernará, fueron por el a Coatlichan. 
Algunas de las versiones históricas incluso mencionan que Ilancueitl era originaria de Coatlichan, ya fuera como hermana o esposa de Acolmiztli. Siendo ella reina por derecho propio y con poder para gobernar, ya fuera en Coatlichan o en Tenochtitlan, lo que provocó que en algunos documentos aparezca ella como tlahtoani. 
En la versión de los Anales de Tlatelolco Acolmiztli está casado con una hermana de Tezozomoc, de nombre Moxotzin, con quien procrea a Acxocueitl, futura esposa de Cuacuauhpitzahuac, dando origen y ennobleciendo así la dinastía de Tlatelolco. En la versión de Ixtlilxochitl también reafirma los derechos de nobleza por este matrimonio, aunque cambia el nombre de la princesa de Coatlichan por Coaxochitzin. La misma versión de los Anales de Tlatelolco muestra un refuerzo en el parentesco del linaje, al señalar que Tlacateotzin, también se casa con una princesa de Coatlichan de nombre Chalchiuhxochitzin, hija de un noble llamado Xaquitzin, al parecer un nieto o hijo de Acolmiztli.

## Los últimos señores
La genealogía ofrecida por Ixtlilxochitl (arriba) abarca hasta el gobierno de Nezahualcóyotl, pero presenta pocos detalles o su afiliación con el resto de la dinastía. De Mazocomatzin prácticamente no dice nada, aunque se puede suponer que su gobierno abarcó hasta mediados del siglo XIV, cuando fue sustituido por Opanteuctli, de quien se dice se casó con una de las hijas de Tezozomoc, de nombre Papaloxochitzin.
Se tiene noticia que por 1420 el mismo Tezozomoc impone o designa a otro de sus hijos para gobernar en Coatlichan, llamado Quetzalmaquiztli. Este gobernante tepaneca es asesinado por Nezahualcóyotl en 1430; para luego ser instituido Tlalnahuac o Motoliniatzin en Coatlichan, quien probablemente gobierna hasta la sexta década de ese siglo.
El penúltimo tlahtoani de este periodo fue Cuauhpopocatzin, de quién el único dato exacto que se conoce, es el de su muerte y el ascenso de su sucesor, en 1485. A partir de este año, comienza a gobernar Xaquintzin, que fue  a quien encontraron los españoles a su arribo en 1519.